# Маджетт (тауншип, Миннесота)
Маджетт (англ. Mudgett) — тауншип в округе Мил-Лакс, Миннесота, США. На 2000 год его население составило 85 человек.

## География
По данным Бюро переписи населения США площадь тауншипа составляет 78,3 км², из которых 78,1 км² занимает суша, а 0,2 км² — вода (0,30 %).

## Демография
По данным переписи населения 2000 года здесь находились 85 человек, 35 домохозяйств и 26 семей. Плотность населения —  1,1 чел./км². На территории тауншипа расположено 47 построек со средней плотностью 0,6 построек на один квадратный километр. Расовый состав населения: 98,82 % белых и 1,18 % приходится на две или более других рас.
Из 35 домохозяйств в 28,6 % воспитывались дети до 18 лет, в 62,9 % проживали супружеские пары, в 8,6 % проживали незамужние женщины и в 25,7 % домохозяйств проживали несемейные люди. 25,7 % домохозяйств состояли из одного человека, при том 5,7 % из — одиноких пожилых людей старше 65 лет. Средний размер домохозяйства — 2,43, а семьи — 2,92 человека.
22,4 % населения — младше 18 лет, 7,1 % — в возрасте от 18 до 24 лет, 28,2 % — от 25 до 44, 31,8 % — от 45 до 64, и 10,6 % — старше 65 лет. Средний возраст — 35 лет. На каждые 100 женщин приходилось 123,7 мужчин. На каждые 100 женщин старше 18 приходилось 112,9 мужчин.
Средний годовой доход домохозяйства составлял 67 917 долларов, а средний годовой доход семьи —  69 167 долларов. Средний доход мужчин —  32 500  долларов, в то время как у женщин — 20 972. Доход на душу населения составил 17 937 долларов. За чертой бедности не находились ни одна семья и ни один человек.